# Дембниця-Кашубська
Дембниця-Кашубська (пол. Dębnica Kaszubska, нім. Rathsdamnitz) — село в Польщі, у гміні Дембниця-Кашубська Слупського повіту Поморського воєводства.
Населення — 3805 осіб (2011).
У 1975-1998 роках село належало до Слупського воєводства.

## Демографія
Демографічна структура станом на 31 березня 2011 року:
|          | Загалом | Допрацездатний вік | Працездатний вік | Постпрацездатний вік |
| -------- | ------- | ------------------ | ---------------- | -------------------- |
| Чоловіки | 1868    | 412                | 1309             | 147                  |
| Жінки    | 1937    | 389                | 1197             | 351                  |
| Разом    | 3805    | 801                | 2506             | 498                  |